# Mircea Snegur
Mircea Ion Snegur (Trifăneşti, 17 de enero de 1940 - Chisináu, 13 de septiembre de 2023) fue un político moldavo, quien se desempeñó como primer presidente de Moldavia, desde 1990 hasta 1997. Anteriormente, había ocupado diversos cargos durante la era soviética; había sido presidente del Sóviet Supremo desde el 29 de julio de 1989 hasta el 3 de septiembre de 1990, cuando aún existía la RSS de Moldavia.
Aunque había sido un político afiliado solamente en el PCUS, Snegur secundó la independencia de Moldavia, la cual se logró en agosto de 1991.

## Primeros años
Snegur nació en Trifănești, en el distrito de Soroca. Sus padres eran Iván y Anna Snegur. En 1957, se graduó de la escuela secundaria en Frumușica, distrito de Florești, y luego estudió en la Universidad Estatal Agrícola de Moldavia, donde se graduó en 1961. Completó un doctorado en ciencias agrícolas en el Departamento de Cría de Animales de la universidad en 1972.

## Carrera profesional
Como agrónomo capacitado, Snegur trabajó como director de un koljós en el pueblo de Lunga, distrito de Florești, de 1961 a 1968. De 1968 a 1973, fue director de la Estación Experimental de Cultivos de Campo, y de 1973 a 1978, fue el director de la Dirección General de Ciencias Agropecuarias del Ministerio de Agricultura de la RSS de Moldavia. De 1978 a 1981 se desempeñó como director general del Instituto de Investigación Selectia de Cultivos Extensivos.

## Carrera política
Snegur se convirtió en miembro del Partido Comunista por primera vez en 1964. En 1981, se convirtió en Secretario del comité del Partido Comunista del distrito de Edineț, y sirvió hasta 1985. Ese año, se convirtió en Secretario del Comité Central del Partido Comunista de la RSS de Moldavia, sirviendo hasta 1989. El 29 de julio de 1989, fue nombrado Presidente del Presídium del Sóviet Supremo de la República Socialista Soviética de Moldavia, cargo que ocupó hasta el 27 de abril de 1990. El 27 de abril, fue elegido presidente del Sóviet Supremo moldavo. También fue presidente del Consejo de Ministros moldavo en 1990 muy brevemente, durante sólo un día. El 3 de septiembre, finalmente, fue nombrado presidente de la RSS de Moldavia.
El 23 de mayo de 1991, poco antes del golpe de agosto de 1991, Snegur fue nombrado presidente de la República de Moldavia, todavía como república constituyente de la URSS. Tras el fracaso del golpe el 22 de agosto de 1991, y en el contexto de la Disolución de la Unión Soviética, Moldavia declaró su independencia de la URSS y el 27 de agosto de 1991, Snegur fue elegido como el primer presidente de Moldavia como estado independiente. Snegur se opuso a la reunificación inmediata con Rumanía, lo que causó una división con el Frente Popular de Moldavia en octubre de 1991. Snegur decidió postularse como candidato independiente en las elecciones presidenciales de diciembre de 1991, sin oposición, después de los esfuerzos del Frente Popular para organizar un boicot electoral, el cual fracasó.
El 3 de septiembre de 1991, Snegur creó el Ejército Nacional de Moldavia. En diciembre de 1991, Snegur firmó el acta que convirtió a Moldavia en miembro de pleno derecho de la Comunidad de Estados Independientes (CEI), y el 2 de marzo de 1992, Moldavia se convirtió en miembro de la Organización de las Naciones Unidas. El 29 de junio de 1994, se adoptó una nueva Constitución de Moldavia y el 26 de junio de 1995, Moldavia fue admitida como miembro del Consejo de Europa.  Durante su mandato debió enfrentar la Guerra de Transnistria, sin poder evitar que la región de Transnistria se convirtiera en un estado independiente de facto separado de Moldavia y con apoyo militar no oficial de Rusia, aunque sin reconocimiento de la ONU.
En 1995, Snegur fundó el Partido del Renacimiento y la Conciliación de Moldavia con exmiembros del Partido Agrario de Moldavia. Snegur se postuló como candidato del "Partido del Renacimiento y la Conciliación" en las elecciones presidenciales de 1996, donde ganó una pluralidad, pero no una mayoría, de votos en la primera vuelta. Sin embargo, el presidente del Parlamento, Petru Lucinschi, sorprendió a la nación con una sorpresiva victoria sobre Snegur en la segunda ronda. Snegur continuó como presidente hasta el 15 de enero de 1997.

## Vida personal
En 1960,  se casó con Georgeta Snegur (23 de abril de 1937 - 23 de diciembre de 2019),  y tuvieron una hija, Natalia Gherman, y un hijo.
Falleció en Chisináu el 13 de septiembre de 2023, víctima de un cáncer.

## Premios y condecoraciones
- Orden de la República de Moldavia
- Orden por Méritos a Lituania
- Orden de la Insignia de Honor
- Medalla de los Trabajadores Distinguidos